# Правительственный вестник (Греция)
«Правительственный вестник» (греч. Φύλλο της Εφημερίδας της Κυβερνήσεως, Εφημερίδα της Κυβερνήσεως, ΦΕΚ) — общедоступное специальное государственное периодическое издание Греции. В соответствии с Конституцией Греции нормативные правовые акты должны быть официально опубликованы для всеобщего сведения в «Правительственном вестнике». С момента опубликования в «Правительственном вестнике» нормативные акты вступают в силу. Официальное опубликование является конституционной гарантией прав граждан.
Публикацией и распространением «Правительственного вестника» и обеспечением доступа граждан к опубликованным в нём текстам занимается государственная Национальная типография, которая начала работать в тогдашней столице страны Нафплионе во время Греческой национально-освободительной революции 1821—1829 годов. Национальная типография находится под контролем правительства Греции. С 2010 года все выпуски «Правительственного вестника» размещены в свободном доступе на сайте Национальной типографии: ранее выпуски были доступны только по подписке.
Первый и основополагающий номер вышел в феврале 1833 года. Также в течение некоторых коротких, как правило, периодов одновременно издаются два «Правительственных вестника», как, например, в период Национального раскола (1916—1917) и оккупации войсками нацистской Германии и её союзников в ходе Второй мировой войны, или также распространяются местные официальные издания.